# Яндоба
Яндоба́ (чув. Шуркасси Юнтапа) — село в Аликовском муниципальном округе Чувашской Республики. Являлось административным центром Яндобинского сельского поселения до его упразднения в 2022 году.
В настоящее время деревня в основном газифицирована.

## География
Яндоба расположена в 12 километрах к востоку от административного центра Аликовского района. Рядом с деревней протекает речка Сорма.
Климат
Климат умеренно континентальный с продолжительной холодной зимой и тёплым летом. Средняя температура января −12,9 °C, июля 18,3 °C, абсолютный минимум достигал −44 °C, абсолютный максимум 37 °C. За год в среднем выпадает до 552 мм осадков.

## История
Историч. названия: Яндоба Сорма, Воскресенское, Большая Ендоба, Большие Яндобы, Яндобы.  С села выселились и образовались новые деревни: Малая Ендоба (ныне Кожар-Яндоба).
Функционировал храм Воскресения Господня (2-я пол. 18 в. – 1935).
До 1781 года существовала Яндобинская волость в составе Курмышского уезда.
С 1917 по 1927 годы деревня Яндоба входила в Асакассинскую волость Ядринского уезда. 1 ноября 1927 года вошло в Аликовский район, а 20 декабря 1962 года включена в Вурнарский район.
В 1882 открыто земское училище, в 1889 школа грамоты.
В 1930 образован колхоз «Алмаз».
С 14 марта 1965 года — снова в составе Аликовского района.

## Население
| 2010 | 2012 |
| ---- | ---- |
| 110  | ↗136 |

## Связь и средства массовой информации
- Связь: ОАО «Волгателеком», Билайн, МТС, Мегафон. Развит интернет ADSL-технологии.
- Газеты и журналы: Аликовская районная газета «Пурнăç çулĕпе»-«По жизненному пути»[5], языки публикаций: Чувашский, Русский.
- Телевидение: население использует эфирное и спутниковое телевидение за отсутствием кабельного вещания. Эфирное телевидение позволяет принимать национальный канал на чувашском и русском языках.